# Archidium acanthophyllum
Archidium acanthophyllum är en bladmossart som beskrevs av Jerry Allen Snider 1975. Archidium acanthophyllum ingår i släktet Archidium och familjen Archidiaceae. Inga underarter finns listade i Catalogue of Life.